# Рієнь
Рієнь, Рієні (рум. Rieni) — село у повіті Біхор в Румунії. Адміністративний центр комуни Рієнь.
Село розташоване на відстані 370 км на північний захід від Бухареста, 68 км на південний схід від Ораді, 90 км на захід від Клуж-Напоки, 130 км на північний схід від Тімішоари.

## Населення
За даними перепису населення 2002 року у селі проживали 590 осіб, з них 587 осіб (99,5%) румунів. Рідною мовою 589 осіб (99,8%) назвали румунську.